# Centre de menors
Un Centre de Menors o Centre de Justícia Juvenil és un establiment on s'allotgen tant menors d'edat (-18 anys) amb conductes delictives per ordenança d'un jutge, com menors que han de ser separats del seu nucli familiar mentre s'analitza la seva situació, per tal de reajustar-los a la societat.

En el cas dels menors amb conductes delictives, el jutge formula un veredicte i, considerant les circumstàncies personals de l'inculpat, decideix a quina classe de centre l'han de transferir, sia a un centre d'acolliment, a un centre educatiu de reforma, a un centre residencial d'acció educativa (CRAE) o a un centre residencial d'educació intensiva (CREI).

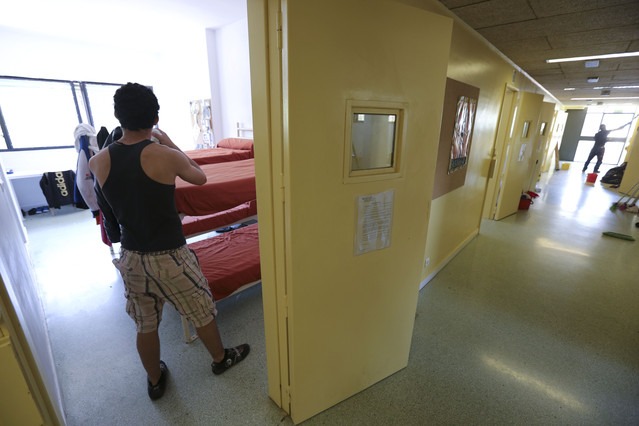
Un menor en el centre educatiu barcelonès Can Llupià

## Tipus de centres de menors i funcions[1]

### Centres d'acolliment
Els centres d'acolliment , són uns centres residencials per a l'atenció directa de l'infant i l'adolescent fins a la majoria d'edat. Aquests establiments, donen serveis d'estada limitada els 365 dies de l'any.
Els menors que s'hi troben, han de ser separats del seu nucli familiar degut a problemàtiques socials, econòmiques, entre d'altres.
Els principals objectius d'aquests centres són l'observació, la cura i l'educació en nens/es que es troben en una situació d'alt risc social, i les seves funcions són:
- Oferir una resposta immediata i transitòria d'acollida i protecció a qualsevol infant o adolescent que estigui en situació de risc.
- Exercitar una funció substituròria temporal de la família, que inclou:
  - L'educació necessària per l'infant o adolescent.
  - Satisfer les necessitats bàsiques del nen/a, així com l'alimentació, el vestuari, l'allotjament, la higiene, el descans i el lleure.
  - Tenir cura de la salut física i psíquica de l'infant o adolescent.
  - Realitzar un esquema interdisciplinari de la situació de les necessitats de l'infant.
  - Preparar al jove per a la sortida del centre, sia el retorn al seu entorn familiar o qualsevol altra alternativa.
  - Altres funcions establertes per l'ordenament jurídic vigent.

### Centres educatius de reforma de menors
El centre educatiu de reforma de menors és institució penitenciària a la qual són internats delinqüents joves fins a setze, o en certes circumstàncies fins a divuit anys que han de complir les condemnes que els han sigut imposades pels seus delictes. La seva finalitat és que aquests joves aconsegueixin una reeducació adequada i correcta per reinsertar-los al seu entorn habitual amb una conducta apropiada.
El dia a dia d'un centre de menors consisteix en realitzar diverses activitats per tal de mantenir ocupats als adolescents. Aquestes activitats poden ser classes, activitats externes, tallers, etc. Els objectius principals d'aquestes activitats lúdiques són:
- Brindar una acollida adequada i de protecció per l'adolescent que es trobi en una situació d'inassistència i amb possibilitats de patir un alt risc social.
- Ocupar de forma substitutiva la família de l'adolescent, integrant tota activitat educacional que l'adolescent necessiti i garantint les seves necessitats bàsiques.
- Tenir cura de la salut física i psíquica de l'adolescent, efectuant un diagnòstic interdisciplinari sobre la situació i les necessitats del menor.

### Centres residencials d'acció educativa (CRAE)[4]
El centre residencial d'acció educativa (CRAE) és un establiment on s'ofereix als infants i adolescents d'entre 0 i 18 anys un mitjà altern a un entorn familiar inexistent, malmès o amb grans obstacles per poder o saber garantir les necessitats bàsiques d'aquests.
El CRAE empra una forma d'admetre senzilla en una institució on els infants i adolescents hi són derivats per la Direcció General d'Atenció a la Infància i l'Adolescència (DGAIA). En certes ocasions procedeixen d'un entorn d'abandonament, d'explotació, de maltracte, de perill físic, psíquic i moral, entre d'altres.
Dins aquests establiments podem trobar-ne algun de titularitat pròpia del GAIA, però també d'altres que corresponen a entitats d'iniciativa social concertats amb el GAIA.
En aquests centres els professionals que treballen de forma directa amb els infants i adolescents són educadors socials.
Les principals funcions dels centres residencials d'acció educativa són les següents:
- Atenció integral als infants i adolescents que són internats a petició dels equips tècnics corresponents per contribuir al seu procés educatiu i al seu desenvolupament personal.
- Tenir cura de la seva salut física i psíquica, vetllant pel seu desenvolupament en concordança amb la seva personalitat.
- Idear programes educatius personals en funció dels diagnòstics i/o de les avaluacions inicials de cada infant i adolescent.
- Coordinació amb els diferents càrrecs, serveis i professionals que intervenen en el procés d'atenció i protecció dels joves i, també, amb els serveis socials bàsics, amb els diferents equips professionals dels sistemes de benestar social, amb les corporacions associatives i amb les que operen en el sector dels serveis socials especialitzats.
- Fomentar, quan sigui possible, el possible retorn de l'infant o l'adolescent amb la família biològica o, en cas contrari, l'acolliment en una família d'acollida.
- Promoure, establir i aplicar mesures educatives i d'inserció social, laboral i familiar.
- Facilitar a tots els joves atesos tota a la cobertura relacionada amb la coberta i l'educació.
- Altres funcions establertes per l'ordenança jurídica vigent.

### Centres residencials d'educació intensiva (CREI)[5]
Els Centres residencials d'educació intensiva (CREI) acullen adolescents d'entre 12 i 18 anys, els quals són tutelats per la Generalitat de Catalunya. Aquests adolescents manifesten certes alteracions en la seva conducta, de manera que necessiten un sistema d'educació molt més intensiu que l'habitual. La finalitat d'aquests centres es donar una educació i una assistència molt més individual i personal i, per tant, posseeixen una estructura de treball per poder garantir l'educació i la protecció d'aquests adolescents, la qual sempre va relacionada amb les necessitats específiques d'aquests joves. En aquest centre s'hi deriven aquells/es adolescents que pateixen problemes familiar, d'entorn social i personal, mostrant certs comportaments conflictius i inadequats.

## Distribució i places dels diferents centres de menors a Catalunya

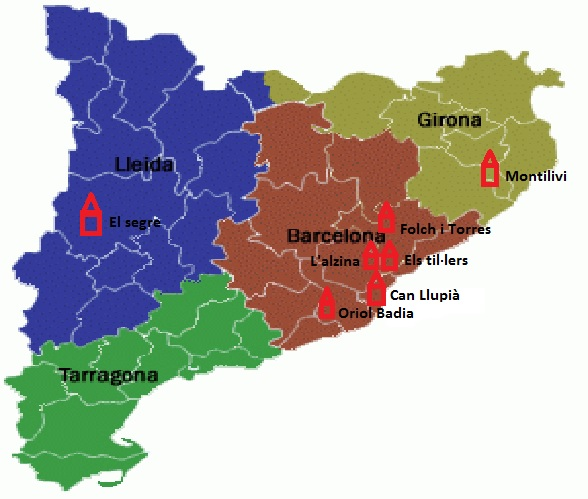
Mapa dels diferents centres de menors a Catalunya

## Distribució i places dels diferents centres de menors a Catalunya[6][7][8]

### Centres d'acolliment
A Catalunya, hi ha en total 22 centres d'acolliment i 585 places repartides entre aquests centres.
Hi ha centres propis que ocupen 355 places com ara:
- El centre d'acolliment Gaudí a Barcelona amb 36 places i que viuen nens/es d'entre 12 i 18 anys.

- La llar infantil de Misericòrdia al Gironès amb 30 places d'iinfants de 0 a 18 anys.

- El centre d'acolliment Nostra Sra. Mercè on hi resideixen fins a 34 nens/es compresos entre els 0 i els 18 anys al Tarragonès.

- El centre Amposta al Montsià amb 20 places per a nens/es d'entre 0-18 anys.

A més a més dels centres propis, a Catalunya també hi ha centres concertats que ocupen un total de 230 places d'aquestes 585. Parlem d'un total de 8 centres concertats.
A Barcelona, trobem el centre Josep Pallach (CAVI) on hi resideixen fins a 36 nens/es de 0 a 12 anys i el centre CODA de nens/es de 12 a 18 anys que conta amb 22 places.
Al Maresme, hi ha el centre d'acolliment Estels preparat per a nens/es de 0 a 12 anys amb 30 places.
Al Bages el centre d'acolliment Estrep amb 40 places per a adolescents de 13- a 18 anys.
Al Tarragonès hi ha el centre Santa Tecla on hi poden residir fins a 12 nens/es de 0 a 3 anys.

### Centres residencials d'acció educativa (CRAE)
A Catalunya, hi ha un total de 101 centres residencials d'acció educativa. Ens aquests centres hi caben un total de 1878 nens/es i/o adolescents.
Catalunya, consta de 23 centres propis CRAE i de 78 centres concertats.
Per començar amb els centres propis, a la zona del Barcelonès, per exemple, hi ha el col·lectiu infantil Príncep, amb 29 places per a nens/es de 2 a 18 anys, i també s'hi troba el centre Maria Assumpta amb 44 places per a nens/es de 4 a 16 anys.
Al Vallès Occidental hi ha dos centres que conten també amb 40 places cada un per a nens/es de 5 a 16 anys, Les Vinyes i el centre l'Aura.
Al Segrià podem trobar-hi, per exemple, la torre Vicens-Consep que disposa de 32 places per a nens/es de 3 a 17 anys.
Al Tarragonès hi trobem la llar Llevant i la llar Mestral, la primera amb només 4 places per a nens/es de fins a 4 anys i la segona amb 20 places per a adolescents fins a la majoria d'edat.
A Barcelona, hi ha 21 centres residencials d'acció educativa concertats, com per exemple, la casa de la família Natzaret amb 29 places per a nens/es de 4 a 16 anys, el centre de les palmeres, el centre Vilana amb 24 places, i la llar Collserola amb 20 places per a nens/es de 4 a 15 anys.
Al Baix Llobregat s'hi troba la residència Immaculada amb 40 places de 4 a 14 anys i la residència la Lluna amb 33 places per a nens/es de 4 a 14 anys.
Al Vallès occidental, s'hi troba la fundació Busquets amb 35 places per a nens/es de 4 a 14 anys i al Vallès Oriental, hi ha les aldees infantils Sant Feliu amb 37 places, on hi resideixen nens/es de 2 a 18 anys.
Al Tarragonès hi tenim la casa Sant Josep que disposa de 34 places per a nens/es de 3 a 16 anys.

### Centres residencials d'educació intensiva (CREI)
A Catalunya hi trobem un total de 3 centres d'educació intensiva (CREI) on hi ha 78 places. Entre aquests hi ha 1 centre propi amb 38 places i 2 centres concertats amb 40 places.
En relació amb els centres d'educació intensiva propis, trobem Els Castanyers situat al Vallès Occidental, amb un total de 38 places per acollir adolescents d'entre 12 i 18 anys.
Pel que fa als centres d'educació intensiva concertats, coneixem El Pedrenyal situat al Vallès Oriental, i el Guaret situat a l'Alt Camp, els dos centres consten de 20 places cada un per acollir adolescents d'entre 12 i 18 anys.

## Síndic de Greuges

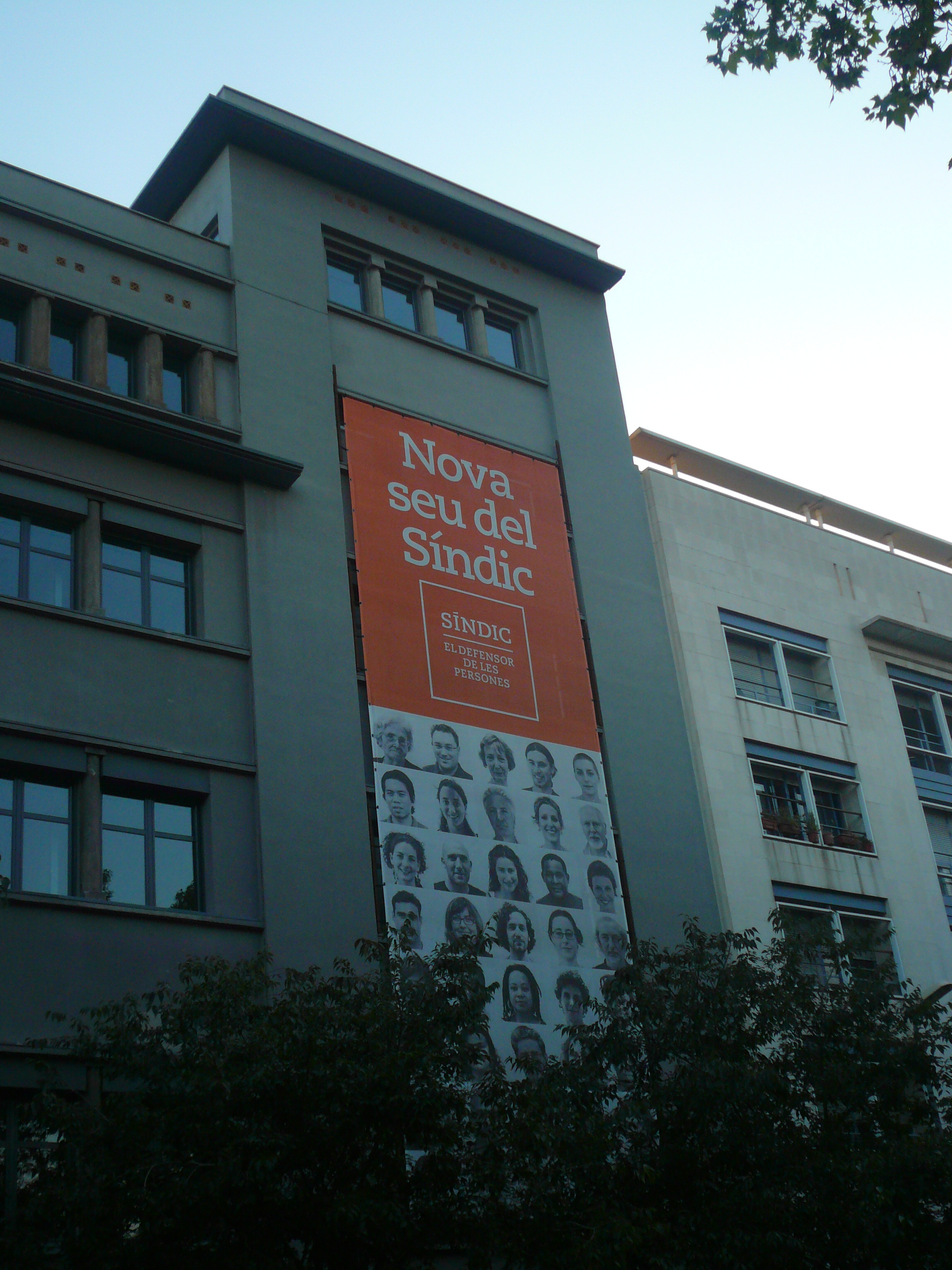
Edifici del Síndic de Greuges

El Síndic de Greuges de Catalunya és una de les institucions de la Generalitat de Catalunya, les funcions del qual són definides als articles 78* i 79 de l'Estatut d'Autonomia de Catalunya. La seva missió és garantir el dret de totes les persones a una bona administració governamental. Ha d'atendre les queixes de les persones que es trobin desemparades davant l'actuació o la manca d'actuació de les administracions.
*Article 78 Estatut d'Autonomia de Catalunya: 
1. "El Síndic de Greuges té la funció de protegir i defensar els drets i les llibertats que reconeixen la Constitució i aquest Estatut. Amb aquesta finalitat supervisa, amb caràcter exclusiu,13 l'activitat de l'Administració de la Generalitat, la dels organismes públics o privats vinculats o que en depenen, la de les empreses privades que gestionen serveis públics o acompleixen activitats d'interès general o universal o activitats equivalents de manera concertada o indirecta i la de les altres persones amb un vincle contractual amb l'Administració de la Generalitat i amb les entitats públiques que en depenen. També supervisa l'activitat de l'Administració local de Catalunya i la dels organismes públics o privats vinculats o que en depenen."
2. "El Síndic de Greuges i el Defensor del Poble col·laboren en l'exercici de llurs funcions […] "

### Drets dels menors
Depenent de la situació en què es trobin els menors, aquests tindran uns drets o uns altres.

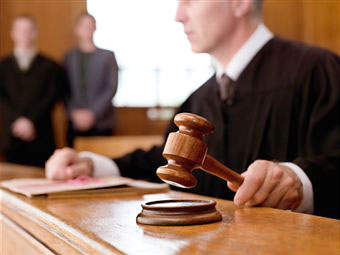
Procés Judicial

#### En un procés judicial
Els drets que tenen els menors en un procés judicial són els següents:
- Dret a que s'acordi evitar la confrontació visual amb l'inculpat si ets víctima de delictes contra la llibertat sexual per qualsevol mitjà tècnic que faci possible la pràctica de les diferents proves (declaració, interrogatori).

- Dret a declarar en presència del Ministeri Fiscal.

- Dret a ser escoltat per l'autoritat judicial als 12 anys, o abans si el jutge ho creu convenient, en el procés judicial de separació dels teus pares.

- Dret a ser escoltat per l'autoritat judicial als 12 anys, o abans si el jutge ho creu convenient, abans d'aprovar qualsevol acte del teu tutor que impliqui una obligació personal o laboral per a tu.

- Dret a que se't practiqui audiència si ets menor de 12 anys, o que se't demani el consentiment si en tens 12, en un procés judicial d'adopció.

Davant d'un procés judicial, un menor té diferents drets enfront un jutge, com per exemple que pot declarar abans dels 12 anys si es troba en un procés rellevant, en cas de separació dels pares, d'una adopció,etc. Tanmateix, també té el dret de no veure l'agressor si és víctima d'un delicte.

#### Que compleixen una mesura en un centre de justícia juvenil

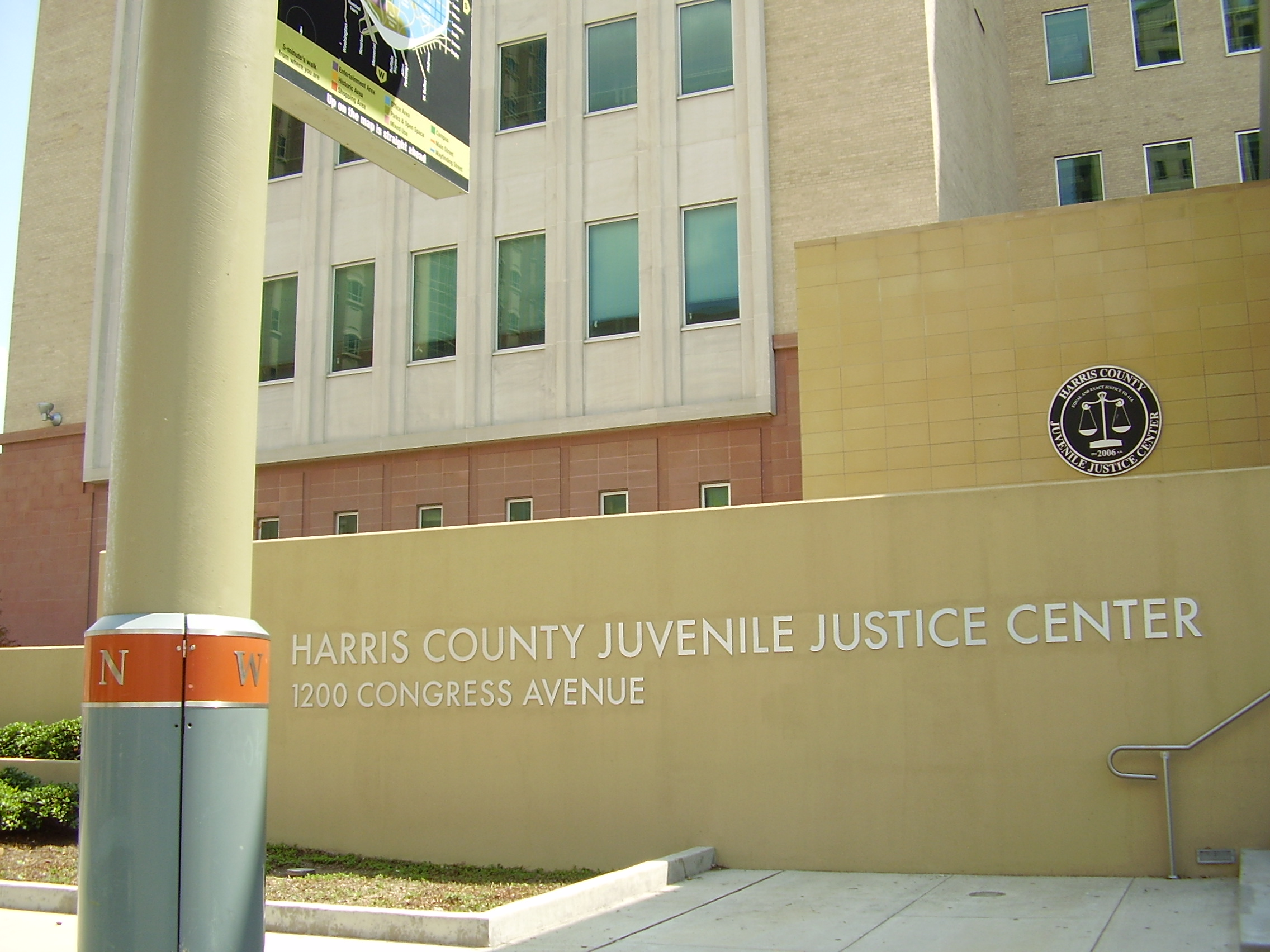
Centre de Justícia Juvenil

Els drets dels menors que compleixen una mesura en un centre de justícia juvenil són els següents:
- Dret a que el centre vetlli per la teva integritat i salut.

- Dret a no ser sotmès a un tracte degradant o a maltractaments de paraula o d'obra, i a no ser objecte d'un rigor arbitrari o innecessari en l'aplicació de les normes.
- Dret a l'educació.
- Dret a un tracte respectuós amb la pròpia dignitat, a la preservació de la teva intimitat, a ser designat pel teu nom i que es mantingui l'estricta reserva davant terceres persones sobre la teva condició d'internat.
- Dret a exercir els drets civils, polítics, socials, religiosos, econòmics i culturals que et corresponguin, llevat que siguin estrictament incompatibles amb la resolució judicial de què has estat objecte.
- Dret a seguir un programa individualitzat en execució de la mesura.
- Dret a participar en les activitats del centre.
- Dret a comunicar-te amb els teus pares, representants legals, familiars o altres persones.
- Dret a comunicar-te reservadament amb el teu lletrat, amb el jutge de menors, amb el fiscal i amb els serveis d'inspecció del centre.
- Dret a formular peticions i queixes a la direcció del centre, a l'entitat pública, a les autoritats judicials, al Ministeri Fiscal i al Síndic, i a presentar els recursos legals establerts.
- Dret a ser internat al centre més adequat d'entre els més pròxims al teu domicili en què hi hagi plaça disponible per al tipus de mesura o règim d'internament imposat, i a no ser traslladat a un centre d'una altra comunitat autònoma sense l'autorització judicial prèvia.
- Dret a rebre informació personal i actualitzada dels teus drets i obligacions, de la teva situació personal i judicial, de les normes de procediment del centre i dels procediments per fer efectius els teus drets, especialment per fer peticions, queixes o recursos.
- Si ets dona, dret a tenir els fills menors de 3 anys en companyia teva.

En aquest recull de drets, es poden veure els més bàsics com són el del respecte, el de l'educació, el de la salut, etc. I també es pot observar els drets exclusius que té un menor quan està sotmès a una mesura, com per exemple el dret a comunicar-te amb els familiars, amb el jutge, el lletrat,...